# Polycyathus muellerae
Espèce
Synonymes
- Cladocora muellerae Abel, 1959[2]
- Polycyathus banyulensis Best, 1968[2]
- Polycyathus mediterraneus Best, 1968[2]

Statut CITES
Polycyathus muellerae est une espèce de coraux de la famille des Caryophylliidae.

## Systématique
L'espèce Polycyathus muellerae a été initialement décrite en 1959 par le biologiste autrichien Erich F. Abel (d) (1919-1995) sous le protonyme de Cladocora muellerae.

## Répartition et habitat
Polycyathus muellerae se rencontre à une profondeur comprise entre 0 et 30 m.

## Publication originale
- (de) Erich F. Abel, « Zur Kenntnis der marinen Hohlenfauna unter besonderer Beriicksichtigung der Anthozoen », Pubblicazioni della Stazione Zoologica di Napoli, Naples, vol. 30,‎ 1959, p. 1-94.